# Mysmenopsis monticola
Mysmenopsis monticola là một loài nhện trong họ Mysmenidae.
Loài này thuộc chi Mysmenopsis. Mysmenopsis monticola được miêu tả năm 1989 bởi Coyle & Meigs.